# Persone di nome Ugo/Nobili
| Questa pagina contiene informazioni ricavate automaticamente dalle voci biografiche con l'ausilio del template Bio e di un bot. L'aggiornamento è periodico e automatico e ricostruisce completamente la pagina. Se manca una persona in questa lista, sei pregato di non aggiungerla, ma accertati piuttosto che la sua voce biografica contenga il template Bio e che i dati anagrafici siano correttamente compilati. Se il template Bio manca, inseriscilo tu stesso o, in alternativa, metti l'avviso {{tmp\|Bio}} che ne segnala la mancanza. Se i dati riportati sono sbagliati, correggi direttamente la voce biografica; le modifiche saranno visibili in questa lista entro pochi giorni. Per chiarimenti vedi il progetto biografie. La lista contiene solo le 70 persone che sono citate nell'enciclopedia e per le quali è stato implementato correttamente il template Bio. Pagina aggiornata al 8 giu 2024. |

Questa è una lista di persone presenti nell'enciclopedia che hanno il prenome Ugo e sono nobili.

## B(1)
- Ugo Boncompagni, IV duca di Sora, nobile italiano (Sora, n. 1614 - Sora, † 1676)

## C(1)
- Ugo Canefri, nobile italiano (Castellazzo Bormida, n. 1148 - Genova, † 1233)

## D(21)
- Ugo d'Avranches, nobile francese († 1101)
- Ugo di Ginevra, nobile francese († 1365)
- Ugo I di Lusignano, nobile franco
- Ugo II di Lusignano, nobile franco
- Ugo III di Lusignano, nobile franco († 1012)
- Ugo IV di Lusignano, nobile franco
- Ugo IX di Lusignano, conte (Damietta, † 1219)
- Ugo V di Lusignano, nobile (Lusignano, † 1060)
- Ugo VI di Lusignano, nobile francese († 1110)
- Ugo VII di Lusignano, nobile
- Ugo VIII di Lusignano, nobile
- Ugo X di Lusignano, conte (Damietta, † 1249)
- Ugo XI di Lusignano, nobile francese (n. 1221 - Fariskur, † 1250)
- Ugo XII di Lusignano, nobile francese (n. 1238 - Cartagine, † 1270)
- Ugo XIII di Lusignano, nobile francese (n. 1259 - Angoulême, † 1303)
- Ugo il Bruno di Lusignano, nobile († 1169)
- Ugo I di Pallars Sobirà, nobile spagnolo
- Ugo Ruggero I di Pallars Sobirà, nobile spagnolo
- Ugo Ruggero II di Pallars Sobirà, nobile spagnolo
- Ugo Ruggero III di Pallars Sobirà, nobile spagnolo (Xàtiva, † 1508)
- Ugo di Sabbioneta, nobile italiano (Sabbioneta - † 1105)

## E(1)
- Ugo d'Este, nobile (Ferrara, n. 1405 - Ferrara, † 1425)

## H(1)
- Hugo I de Cardona, conte

## M(1)
- Ugo Moncada di Paternò, nobile, politico e imprenditore italiano (Palermo, n. 1890 - Lugano, † 1974)

## S(1)
- Ugo di Saint Omer, nobile fiammingo (Thérouanne - † 1106)

## U(43)
- Ugo, nobile franco
- Ugo I del Maine, conte
- Ugo I di Borgogna, duca (Cluny, † 1093)
- Ugo I di Chalon, conte (Auxerre, † 1039)
- Ugo I di Champagne, conte († 1126)
- Ugo I di Empúries, nobile franco
- Ugo I di Ponthieu, nobile francese († 1000)
- Ugo I di Rethel, nobile francese († 1118)
- Ugo I di Tubinga, nobile tedesco
- Ugo I di Vermandois, nobile franco (n. 1057 - Tarso, † 1101)
- Ugo II del Maine, conte
- Ugo II di Blois-Châtillon, conte (n. 1258 - † 1307)
- Ugo II di Borgogna, duca (n. 1084 - † 1143)
- Ugo II di Empúries, nobile franco
- Ugo II di Ponthieu, nobile francese († 1052)
- Ugo II du Puiset, nobiluomo francese († 1134)
- Ugo III del Maine, conte
- Ugo III di Borgogna, duca (n. 1148 - San Giovanni d'Acri, † 1192)
- Ugo III di Campdavaine, nobile francese († 1141)
- Ugo III di Empúries, nobile franco
- Ugo III di Spoleto, nobile franco
- Ugo III di Tubinga, nobile tedesco († 1228)
- Ugo IV del Maine, conte († 1051)
- Ugo IV di Borgogna, duca francese (Villaines-en-Duesmois, n. 1212 - Villaines-en-Duesmois, † 1272)
- Ugo IV di Empúries, nobile franco (Maiorca)
- Ugo IV di Nordgau, nobile tedesco (n. 970 - † 1048)
- Ugo V del Maine, conte († 1131)
- Ugo V di Empúries, nobile franco (Maiorca)
- Ugo di Bard, nobile italiano
- Ugo di Brienne, conte (n. 1240 - Gagliano del Capo, † 1296)
- Ugo di Cardona e di Gandia, duca (Gandia)
- Ugo di Carpegna, nobile italiano († 1268)
- Ugo di Châlon, nobile (n. 1220 - † 1266)
- Ugo di Châtillon, conte (Avignone, † 1248)
- Ugo di Kevelioc, conte (n. 1147 - Leek, † 1181)
- Ugo di Lotaringia, duca
- Ugo di Maginfredo, conte italiano (Milano)
- Ugo di Milano, conte
- Ugo di Montgomery, nobile francese (Anglesey, † 1098)
- Ugo di Sassonia, nobile franco († 880)
- Ugo di Tours, conte franco (Pavia, † 837)
- Ugo il Grande, duca (Dourdan, † 956)
- Ugo il Nero di Borgogna, conte (Besançon, † 952)